# Distrito de Tavildara
Sangvor (en tayiko: Ноҳияи Сангвор) es un distrito de Tayikistán, en la Región bajo subordinación republicana . 
El centro administrativo es la ciudad de Tavildara.

## Demografía
Según estimación 2009 contaba con una población total de 12 660 habitantes.

## Otros datos
El código ISO es TJ.RR.TV, el código postal 737450 y el prefijo telefónico +992 3156.